# ヴァリアント (戦艦)
ヴァリアント（英語：HMS Valiant）は、イギリス海軍の超弩級戦艦でクイーン・エリザベス級の一隻。「バリアント」と表記した日本語の資料もある。艦名は「勇敢な」という意味の形容詞「ヴァリアント」 (Valiant) に由来し、イギリス海軍において就役した同名の艦としては5代目にあたる。

## 概要
イギリス海軍が保有した戦艦である。1916年に就役し、第一次世界大戦に参加してドイツ帝国海軍と交戦した。ユトランド沖海戦にも参加した。1922年締結のワシントン海軍軍縮条約でも保有を許され、主力艦として扱われた。
戦間期に大改造を受けて第二次世界大戦に参加する。地中海攻防戦で活躍し、1941年3月のマタパン岬沖海戦時には、のちにエリザベス2世と結婚して王配となるフィリップ・マウントバッテン（海軍少尉）が乗艦していた。同年12月19日のアレクサンドリア港攻撃で大破したが修理され、1942年中旬に復帰後、東洋艦隊やH部隊に編入される。インド洋で対日戦に従事中、浮きドックの事故で大破。戦線復帰することなく日本の降伏前に退役し、1950年に解体された。

## 艦歴
1913年1月13日に起工。1914年11月4日に進水。1916年2月19日に竣工。建造はフェアフィールド社が担当した。
第一次世界大戦ではグランドフリートに所属。1916年5月31日、エヴァン・トーマス少将が率いる第5戦艦戦隊として、姉妹艦と共にユトランド沖海戦に参加した。クイーン・エリザベス級戦艦は高速戦艦（Fast battleship）として扱われており、グランドフリートにおいてビーティー提督が率いる巡洋戦艦艦隊の隷下で行動する（ユトランド沖海戦、戦闘序列）。同年8月24日、姉妹艦「ウォースパイト」と衝突して損傷し9月まで修理を行った。1918年に「B」及び「X」砲塔上に航空機滑走台が設置され、戦闘機や偵察機の運用が行われた。
第一次世界大戦集結後、大西洋艦隊に所属。1921年から1922年にかけてワシントン会議が開催されて1922年2月6日にワシントン海軍軍縮条約が締結され、クイーン・エリザベス級戦艦とリヴェンジ級戦艦は、全隻保有を許された（ワシントン海軍軍縮条約での各国保有艦艇一覧）。その後も大西洋艦隊や地中海艦隊に所属した。1929年から1930年の間に改装を受け、水雷防御用バルジの装着、煙突を大型の1本に統一、「X」砲塔上の航空機滑走台をカタパルトに換装、水中魚雷発射管4門のうち2本の撤去などが行われた。
1935年にエチオピア帝国とイタリア王国の間で紛争が勃発、地中海の政情不安になってアビシニア危機と呼ばれた。本艦を含めてイギリス海軍の主力艦が地中海や紅海に集結し、イタリア海軍に対抗した。
戦間期の1937年3月から1939年11月にかけて近代化大改装がおこなわれた。クイーン・エリザベス級戦艦5隻をシンガポールに配置して日本海軍に対抗する可能性もあったが（シンガポール戦略）、その前にイギリス帝国とナチス・ドイツの関係が悪化する。1939年9月の第二次世界大戦勃発時、「ヴァリアント」と「クイーン・エリザベス」は改造工事中だった。同年11月に就役した。
1940年7月3日、ジブラルタルを拠点とするH部隊（ジェームズ・サマヴィル提督、旗艦「フッド」）の指揮下でメルセルケビール海戦に参加。 8月末から9月初めのハッツ作戦で地中海を通ってエジプトのアレクサンドリアへ向かい、地中海艦隊所属となった。姉妹艦や装甲空母「イラストリアス」と行動を共にし、地中海戦域の作戦に従事する（タラント空襲など）。12月18日から19日にかけての夜、戦艦「ウォースパイト」とともにアルバニアのヴロラを砲撃した。
1941年1月3日、MC5作戦によりクイーン・エリザベス級戦艦（ウォースパイト、バーラム、ヴァリアント）およびモニター艦（テラー、インセクト級砲艦）がリビアのバルディアに艦砲射撃をおこなった。同月、エクセス作戦に参加。ドイツ空軍のJu 87が敢行した急降下爆撃によって「イラストリアス」が大破、代わって地中海艦隊には空母「フォーミダブル」が配備された。3月、マタパン岬沖海戦に参加。夜戦でザラ級重巡洋艦3隻と駆逐艦2隻を共同で撃沈した。5月、クレタ島の戦いに参加。枢軸国空軍の猛攻により「ウォースパイト」と「フォーミダブル」が大破、「ヴァリアント」と「バーラム」も損傷した。
「ウォースパイト」が修理のためアメリカ合衆国に向かい、地中海艦隊所属の本艦には修理や改装を終えた姉妹艦が合流した。11月25日、第一戦闘戦隊（バーラム、クイーン・エリザベス、ヴァリアント）として行動中、ドイツ軍のUボートに雷撃されて「バーラム」が沈没した。
12月19日、姉妹艦「クイーン・エリザベス」と共にアレクサンドリア入港中、イタリア軍の人間魚雷マイアーレによって大破着底した（アレクサンドリア港攻撃）。

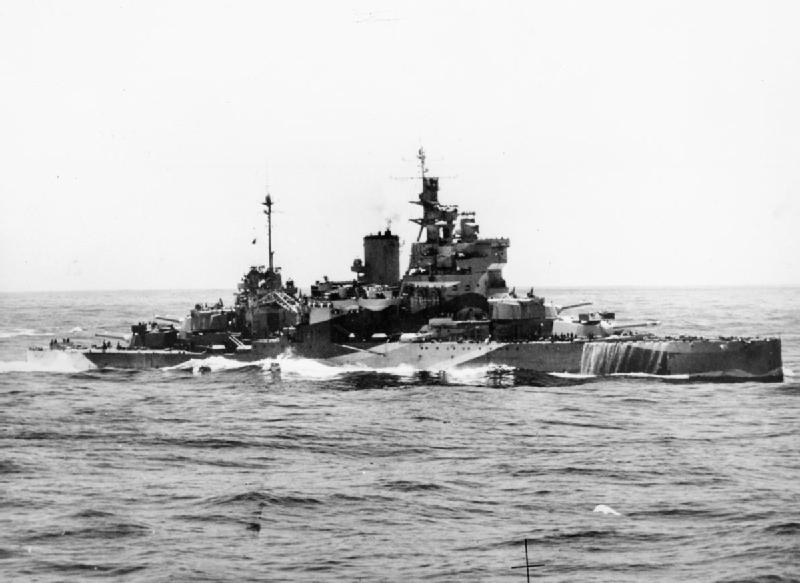
1943年10月に航空母艦「フォーミダブル」から撮られたヴァリアント

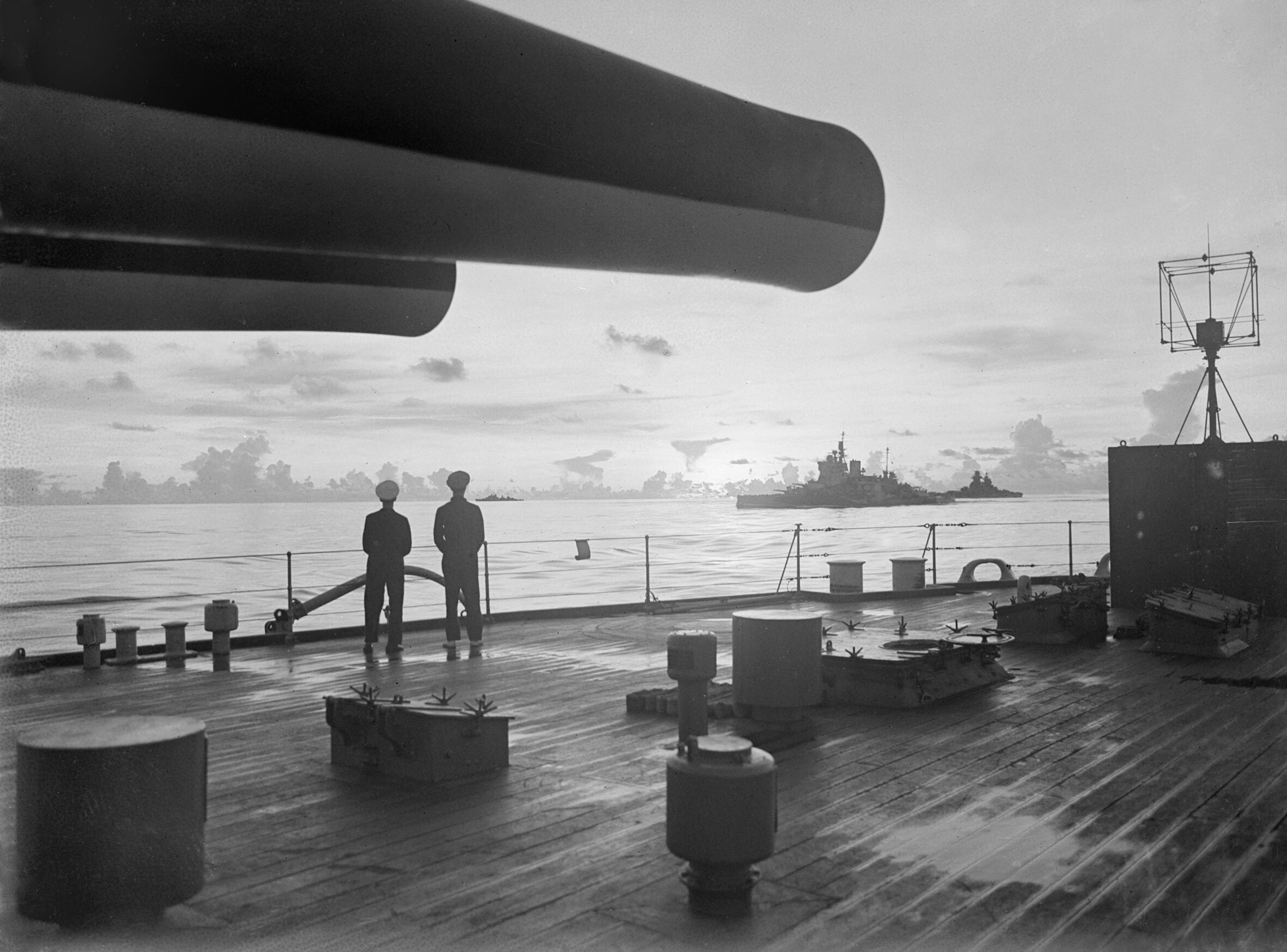
「クイーン・エリザベス」から撮影した「ヴァリアント」と戦艦「リシュリュー」

南アフリカのダーバンでの修理後、1942年中旬よりインド洋やアフリカ海域で行動した。1943年1月にイギリス本国に戻り、修理をおこなう。6月にはH部隊に所属し、シチリア島上陸作戦（ハスキー作戦）やサレルノ上陸作戦（アヴァランチ作戦）を支援した。
1943年9月にイタリア海軍の大部分が降伏し、ドイツ海軍の主力艦もノルウェーやドイツ本国で逼塞し、イギリス海軍はインド洋に戦力を投入できるようになった。
1944年、東洋艦隊に編入される（東洋艦隊所属艦艇一覧）。「クイーン・エリザベス」や巡洋戦艦「レナウン」、イラストリアス級空母、自由フランス海軍の戦艦「リシュリュー」、アメリカ海軍の空母「サラトガ」などと共に、蘭印インドネシアの日本軍に対する攻撃作戦に参加（コックピット作戦、トランサム作戦、クリムズン作戦）。
8月8日、セイロン島のトリンコマリーで浮きドックに入渠中、ドックの崩壊によって「ヴァリアント」は横転、船体中央部のスクリュー軸2本と主舵を損傷した。応急処置の後本格的な修理を行うため8ノットでアレクサンドリアに回航されたが、針路を保持することが難しく、スエズ運河を通行する前に座礁した。結局、そのままでスエズ湾の通過は困難と判断され、喜望峰経由でイギリスに回航し、デヴォンポート工廠でサルベージ業者と熟練のダイバーにより損傷したスクリュー2軸を切除してから1945年7月退役した。
1948年3月にスクラップとして売却され、1950年に解体された。

## 栄典
- 「ヴァリアント」は第一次世界大戦の戦功で1個の、第二次世界大戦における戦功で8個の戦闘名誉章 (Battle Honours) を受章した[19]。

JUTLAND 1916、NORWAY 1940、MEDITERRANEAN 1940-43、MALTA CONVOYS 1941、MATAPAN 1941、CRETE 1941、SICILY 1943、SALERNO 1943、SABANG 1944

## 創作作品への登場

### 映画
『巨艦いまだ沈まず』
- アレクサンドリア港攻撃を題材にした英伊合作の戦争映画。英題"The Valiant"、伊題 “L'AFFONDAMENTO DELLA VALIANT"。本艦の一部シーンの撮影では、イタリア海軍の軽巡洋艦「ルイージ・ディ・サヴォイア・ドゥーカ・デッリ・アブルッツィ」が用いられている[20]。

### ゲーム
『アズールレーン』
- 艦船擬人化されて登場する（声優：西明日香）。

『艦隊これくしょん』
- 艦船擬人化されて登場する。